# Шенов (Саона и Лоара)
Шенов (фр. Chenôves) насеље је и општина у источном делу централне Француске у региону Бургоња, у департману Саона и Лоара која припада префектури Шалон сир Саон.
По подацима из 2011. године у општини је живело 217 становника, а густина насељености је износила 20,59 становника/km². Општина се простире на површини од 10,54 km². Налази се на средњој надморској висини од 314 метара (максималној 439 m, а минималној 194 m).

## Демографија
| 1962. | 1968. | 1975. | 1982. | 1990. | 1999. | 2011. |
| ----- | ----- | ----- | ----- | ----- | ----- | ----- |
| 204   | 222   | 181   | 176   | 192   | 203   | 217   |

График промене броја становника у току последњих година